# اوریسکانی (نیویورک)
اوریسکانی (به انگلیسی: Oriskany) یک روستا در ایالات متحده آمریکا است که در شهرستان اونیدا، نیویورک واقع شده‌است. اوریسکانی ۲٫۱ کیلومتر مربع مساحت و ۱٬۴۰۰ نفر جمعیت دارد و ۱۳۱ متر بالاتر از سطح دریا واقع شده‌است.